# Antonio Pirala
Antonio Pirala Criado (Madrid, 27 de marzo de 1824 - Madrid, 22 de junio de 1903), historiador y político español, conocido por sus obras sobre la historia de las Guerras Carlistas. 

## Biografía
Fue jefe superior de administración civil e individuo de número de la Real Academia de la Historia. Dirigió en Madrid El Profesorado (1857) y colaboró en el Boletín de la Sociedad Geográfica de Madrid, Flor de la Infancia (1868), La Ilustración Española y Americana, La España Moderna, Gente Vieja (1902) y otros periódicos y revistas. Liberal progresista, fue individuo de honor y mérito de la Academia de Profesores de Primera Enseñanza de Madrid, que pretendió simplificar la ortografía en contra de los criterios de la Real Academia Española, y empleado en la casa y estados del duque de Osuna, secretario de la Casa Civil del rey Amadeo I y gobernador civil de varias provincias. Colaboró en la Enciclopedia moderna de Francisco de Paula Mellado.

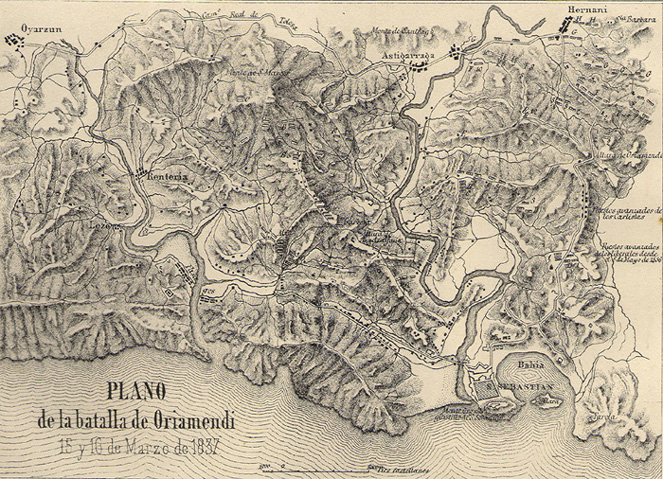
Grabado de la obra de Antonio Pirala: Historia de la guerra civil: y de los partidos liberal y carlista, v.4. Plano de la batalla de Oriamendi.

En Anales de la guerra civil (1853) esboza su futura obra sobre las guerras carlistas y analiza las dos primeras. Historia de la guerra y de los partidos liberal y carlista aumentada con la regencia de Espartero (1868) es una segunda edición tan ampliada que casi puede considerarse una obra nueva. En 1875 se editaría la continuación, Historia contemporánea: Anales desde 1843 hasta la conclusión de la actual guerra civil. Años más tarde la prolongó hasta el fallecimiento de Alfonso XII. 

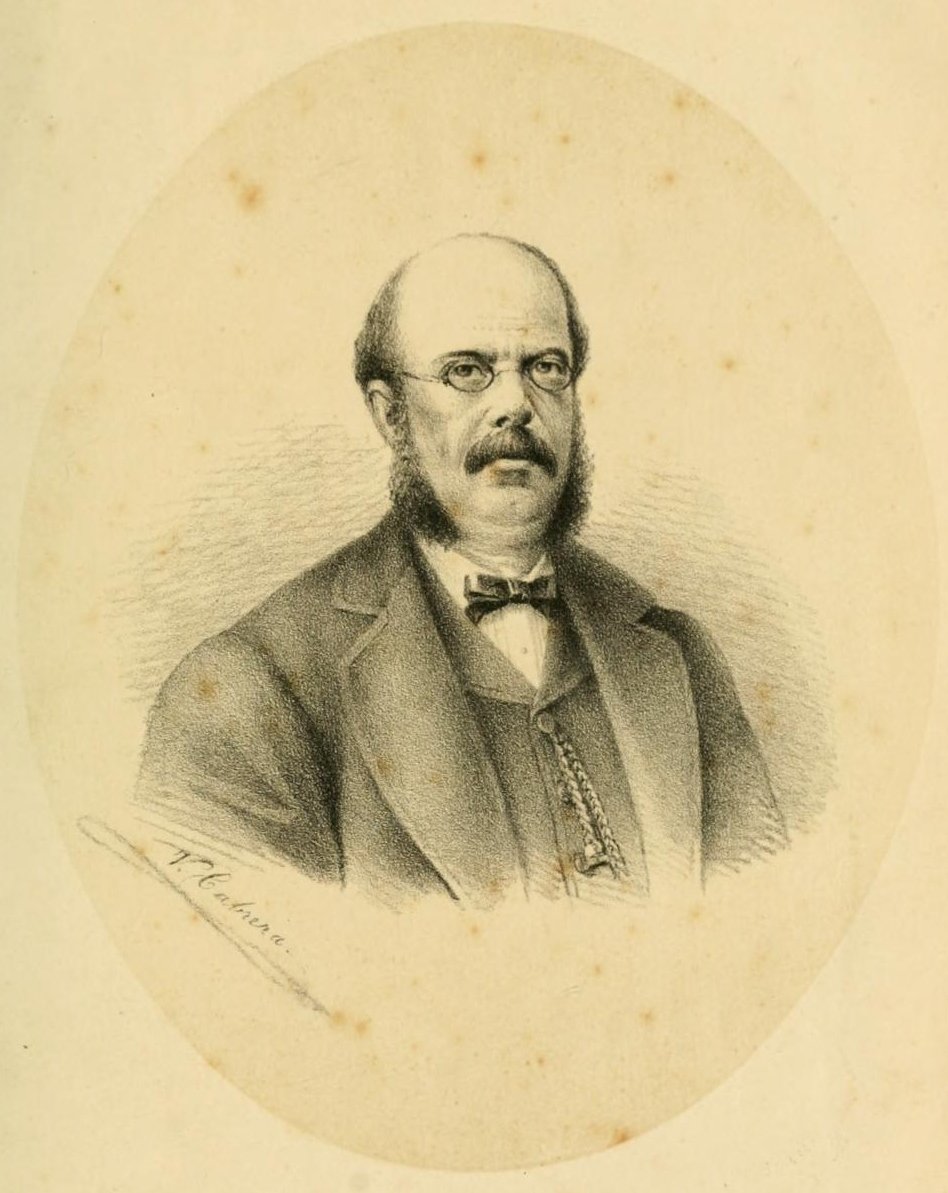
Antonio Pirala en las páginas de su obra Historia de la guerra civil, y de los partidos liberal y carlista (1868)

Pirala almacenó datos y documentos de todas las procedencias, ya que sostuvo una gran amistad con los principales protagonistas de las guerras carlistas y estos le cedieron sus documentos personales; sin embargo esto le hizo basar sus textos con harta frecuencia en una simple copia de los datos de los que en gran abundancia disponía y por ello ofrece a veces dos versiones diferentes del mismo hecho. 
Por esta falta de unidad de criterio, Pirala ha sido muy discutido, aunque siempre se ha reconocido y valorado el hecho de que para conocer de primera mano aquellas guerras es inevitable acudir a la consulta de sus obras, de forma que es citado y considerado como fuente indispensable para el conocimiento profundo de tal época. De su imparcialidad y rigor da fe que los historiadores de ambos bandos usaron y citaron sus obras con frecuencia.
Se casó en San Sebastián con una hija del exalcalde local Ángel Gil Alcain Garro llamada Laureana Micaela, con quien tuvo varios hijos.

## Obra
- Celinda: novela histórica original, 1843.
- Vindicación del general Maroto y manifiesto razonado de las causas del Convenio de Vergara, Madrid, Imprenta del colegio de sordo-mudos, 1846.
- Sucesos de París: páginas de gloria 1848.
- El Feury en verso, Barcelona, 1848.
- "Historia del Convenio de Vergara", en Enciclopedia Moderna del Señor Mellado. Madrid, 1852.
- Historia de la guerra civil y de los partidos liberal y carlista. Madrid: Mellado, 1858-56, 5 tomos.
- Historia de la guerra civil y de los partidos liberal y carlista. 2.ª ed. aumentada con la Regencia de Espartero. Madrid: Mellado, 1868-71, 6 tomos. (Esta edición es la más apreciada por los coleccionistas, según Azcona)
- Historia de la guerra civil y de los partidos liberal y carlista. 3.ª edición corregida y aumentada con la historia de la regencia de Espartero. Madrid, 1890, 3 tomos. Disponible en reproducción digital de la edición de Madrid, Felipe González Rojas, la Biblioteca Virtual Miguel de Cervantes, 2006.[4]
- Historia de la guerra civil y de los partidos liberal y carlista. Madrid: Ediciones Turner, 1984, 6 tomos.
- Historia contemporánea. Anales desde 1843 hasta la conclusión de la actual guerra civil. Madrid: Imprenta Manuel Tello, 1875-79, 6 tomos.
- Historia contemporánea. Segunda parte de la guerra civil. Anales desde 1843 hasta el fallecimiento de Don Alfonso XII. Madrid: Felipe Rojas, 1892-1906, 6 tomos.
- En 1847 dirigió la parte biográfica de la Galería militar contemporánea. Madrid: Sociedad tipográfica de Hortelano y Compañía, 1846, 2 tomos.
- Historia de España desde la muerte de Fernando VII hasta nuestros días. Diccionario Enciclopédico Hispano-Americano, Barcelona: Montaner y Simón, 1887-1899.
- España: Sus monumentos y artes, su naturaleza e historia. Provincias Vascongadas, 1885.
- Vida y obras de Quintana, 1892.
- Discursos leídos ante la Real Academia de la Historia en la recepción... de D. Antonio Pirala..., González Rojas, 1892.
- Anales de la guerra de Cuba, 1895.
- El Libro de Oro de las niñas, Perlado Páez y Ca., 1915.